# Bojno kladivo
Bojno kladivo je vrsta orožja za boj iz bližine, ki predstavlja stopnjo v razvoju bojnega kija v poznem srednjem veku.
Bojno kladivo je združevalo lastnosti bojnega kljuna in navadnega kladiva; na eni strani glave je imel kljun za prebijanje oklepa, na drugi strani pa topo, okrepljen del, ki je bil namenjen pohabitvi oz. uboju sovražnika, ne da bi prebil oklep. Nosilec kladiva je bil po navadi iz lesa (redkokdaj tudi iz železa), pri čemer je bil različne dolžine (od dolžine bojnega kija do dolžine helebarde). Bojno kladivo se je razvilo zaradi razvoja osebnih oklepov, ki so zaradi boljših materialov in oblikovanja bili sposobni odbiti orožja z rezilom, pri čemer slednja niso naredila nič škode. V nasprotju pa je bojno kladivo prizadejalo topo poškodbo kljub oklepu. V primeru boja proti konjenici pa so uporabljali dolga kladiva, s katerimi so lahko zadeli jezdeca (viteza) v sedlu oz. so ciljali noge konja.